# Johann Friedrich Carl von Bose
Johann Friedrich Carl von Bose, ab 1715 Graf von Bose (* 27. Februar 1685; † 11. Mai 1728), war ein deutscher Jurist, Domherr des Domstifts Naumburg und des Domstifts Meißen sowie kursächsischer Kammerherr und Hofrat.

## Leben und Wirken
Er stammte aus dem Adelsgeschlecht von Bose, dessen Vertreter sich noch bis in das 18. Jahrhundert ohne der Adelspräposition von schrieben und dessen Grafenstand 1715 durch den Kaiser Karl VI. bestätigt wurde.
Johann Friedrich Carl von Bose war der Sohn des königlich-polnischen und kurfürstlich-sächsischer Geheimen Rats und Kammerherrn Carl Gottfried von Bose, Herr auf Netzschkau, Brünn, Limpach und Neuschönfels. Carol Bose war sein Großvater.
Bereits im Alter von drei Jahren wurde Bose 1689 Domherr in Naumburg (Saale) und später auch Domherr in Meißen.
Am 24. Januar 1714 heiratete er Anna Sophie von Einsiedel (1694–1754) aus Wolkenburg.
Friedrich Carl Graf von Bose (1726–1767), ihr gemeinsamer Sohn, war wiederum der Vater von Friedrich Wilhelm August Carl von Bose.